# رنا التونسي
رنا التونسي (مواليد 27 نوفمبر 1981)، شاعرة وكاتبة مصرية، ولدت وعاشت في القاهرة. تخرجت من الجامعة الأمريكية بالقاهرة عام 2005، بدأت كتابة الشعر في سن مبكرة، وأصدرت ديوانها الأول قبل أن تكتمل عامها العشرين، لاقى أول دواوينها «البيت الذي تنبعث منه الموسيقى» احتفاء نقدياً، وهو الأمر الذي تكرر بعد ذلك في كافة دواوينها التالية، ومثلت مصر في عدد من المهرجانات الشعرية العالمية.

## المؤلفات الشعرية
1. ذلك البيت الذي تنبعث منه الموسيقى، شعر، الهيئة العامة لقصور الثقافة، القاهرة، 2001[2]
2. وردة للأيام الأخيرة، شعر، دار ميريت، القاهرة، 2002.
3. وطن اسمه الرغبة، شعر، دار ميريت، 2005[3]
4. تاريخ قصير، شعر، دار النهضة العربية، بيروت، 2006.
5. قبلات، شعر، دار ميريت، القاهرة، 2010.
6. السعادة، شعر، منشورات الجمل، بيروت، 2012[4]
7. عندما لا أكون في الهواء، شعر، منشورات الجمل، بيروت، 2014.
8. كتاب الألعاب، شعر، شرقيات للنشر، القاهرة، 2015.
9. فهرس الخوف، شعر، دار العين للنشر، القاهرة، 2018.

## قالوا عنها
- قدم الشاعر المصري الكبير الراحل أحمد فؤاد نجم ديوانها الثالث «وطن اسمه الرغبة» بقوله إن رنا التونسي «تتمتع بعلاقة من نوع خاص مع العربية»، وأنها «تحمل هموم جيل يتيم رافض لتجربة الآباء التي أورثت الوطن كل هذا التردى والغوص في مستنقع الفشل حتى أذنيه».
- أما الناقد المصري صلاح فضل فيقول عن قصيدة رنا التونسي إنها «لا تعتمد على سردية متواصلة، لقصة واحدة، تبعدها من روح الشعر المتقطع، بل تعمد إلى توليف أجزاء متباعدة، من حكايات لتخليق صورة مجمعة منها، غير سردية في صلبها. وهي تتدرج في هذا التوليف من الخارج إلى الذات، ومن الحس إلى المعنوي المجرد، حيث تبدأ في اتجاه معاكس لطريقة السرد».
- ويصف الشاعر المصري فاروق شوشة اللغة لديها بأنها «منسابة في صحة وعافية، وقدرة ناصعة علي التعبير والتصوير، لا اصطناع فيها لغرابة، أو تقافز في الهواء بحثا عن الدهشة والإغراب، رنا التونسي ناضجة ومكتنزة بالخبرات والتجارب والرؤي، والتأمل الطويل في الحياة والكائنات، في ملامح الوجوه، في البشر الذين لم يعودوا بشرا، وفي الحياة التي تضيق بالرغم من اتساع الصحراوات والفضاءات. لكنها حريصة علي الا تفارق طفولتها، فهي خزانها الأول وملجؤها الأثير» [5]

## وصلات خارجية
```
صفحة رنا التونسي على موقع الكتابة الثقافي
```